# Семена мести
«Семена мести» (порт. Avaeté — Semente da Vingança) — бразильский художественный фильм, снятый в 1985 году (режиссёр Зелиту Виана).
В фильме отражены события истребления индейцев племени синташ-ларгаш, произошедшие в регионе Фонтаниллас, ныне муниципалитет Жуина, на северо-западе Мату-Гросу в 1963 г. В съёмках участвовали индейцы племени рикбатса.

## Признание
- Серебряная премия Московского международного кинофестиваля (1985) [1]
- Премия «Лучший фильм» по версии зрительского жюри, премия за лучший монтаж, лучшую музыку и лучший сценарий фестиваля в Рио-де-Жанейро. Серебряный приз за актёрскую игру Уго Карвана. [2]
- Премия за «Лучший полнометражный фильм» Фестиваля в Трое (Португалия) [2]

## Сюжет
Ребёнок-индеец, выживший после ужасной бойни, попадает под покровительство белого повара, раскаивающегося в своём участии в преступной экспедиции. Уже взрослым, убив своего покровителя, он начинает в одиночку мстить белым убийцам.